# Ricard Ardévol Llorens
Ricard Ardévol Llorens (Falset, 1926 - Barcelona, 2017) va ser un empresari artístic i locutor català. Va gestionar i impulsar diversos locals i discoteques com El Molino de Barcelona o Don Carlo de Girona i va representar artistes com Mary Santpere, Cassen o Hermanos Calatrava.

## Trajectòria
Es va formar al Centre de Lectura de Reus des dels 15 anys i va participar en l'Orfeó Reusenc. Amb 16 anys feia de rapsode i locutor de l'emissora EAJ 11 Ràdio Reus. De seguida va passar a Ràdio Barcelona EAJ 1 i va actuar amb el Quadre Escènic de la cadena. Va guanyar-se el nom de "rapsode de la màxima sensibilitat" pels recitals poètics que va fer en diversos espais com el Palau de la Música o el Teatre Romea.
El 1981 va comparar i durant 13 anys va portar el cabaret El Molino de Barcelona, fins que el va vendre el 1994. Amb l'empresari gironí Joan Planas i Artau va impulsar el Don Carlo de Girona, Can Gabriel de Palafrugell, la Pèrgola de Riudarenes i l'hotel Cap Sa Sal de Pals. També van portar Peroppe's de Blanes, Revolution de Lloret de Mar i la Pista Jardí de Llagostera.
En controlar diversos espais, durant la dècada del 1970 la societat Ardévol-Planas sovint portava artistes per diversos dies com Manolo Escobar, Lola Flores, Julio Iglesias, Peret, Raphael o Joan Manuel Serrat. També organitzaven espectacles de revista amb vedets i còmics per les festes majors.